# Jonathan Monsalve
Jonathan Alejandro Monsalve Pertsinidis (28 de juny de 1989) és un ciclista veneçolà, professional des del 2011.
Gran promesa sots 23, al seu palmarès destaquen dos campionats nacionals de la categoria, així com diverses victòries d'etapa. El 2011 va fer el salt al professionalisme i ben aviat, a primers de febrer, aconseguí la seva primera gran victòria amb el triomf al Tour de Langkawi.

## Palmarès
- 2009
  -  Campió de Veneçuela en ruta sub-23
  - Vencedor de 2 etapes a la Volta al Táchira
- 2010
  -  Campió de Veneçuela en ruta sub-23
  - Vencedor d'una etapa a la Volta al Táchira
  - Vencedor d'una etapa al Baby Giro
  - Vencedor d'una etapa al Giro de la Vall d'Aosta
- 2011
  - 1r al Tour de Langkawi i vencedor d'una etapa
- 2014
  - Vencedor de la classificació de la muntanya al Giro del Trentino
  - Vencedor d'una etapa a la Volta a Veneçuela
- 2015
  - Vencedor d'una etapa a la Volta al Táchira
- 2016
  - 1r a la Volta a Veneçuela i vencedor d'una etapa
  - Vencedor d'una etapa a la Volta a Trujillo
- 2017
  - 1r a la Volta al llac Qinghai
  - Vencedor d'una etapa a la Volta al Táchira
  - Vencedor d'una etapa a la Volta a Veneçuela
  - Vencedor d'una etapa a la Volta al Singkarak
- 2018
  - Vencedor d'una etapa a la Volta al Táchira

### Resultats al Giro d'Itàlia
- 2014. 66è de la Classificació general
- 2015. 30è de la Classificació general